# Jacques Higelin
Jacques Higelin (Brou-sur-Chantereine, 1940. október 18. – Nogent-sur-Marne, 2018. április 6.), francia popénekes.

## Pályafutása
Apja elzászi származású vasúti munkás, amellett zenész volt. Két fiát megismertette a zene különféle formáival. Belga származású édesanyja nevelte fiait. Tizennégy éves korában abbahagyta az iskolát és beállt kaszkadőrnek. Számos kisebb szerepet játszott mozifilmekben, Henri Crolla, francia-olasz jazzgitáros, zeneszerző megtanította gitározni. Az 1960-as évek elején a René Simon sziniiskolájába járt, ahol elnyerte a François Perier-díjat.
1961-től két évig a francia hadseregben különböző országokban szolgált. Miután visszatért Franciaországba, folytatta filmezést, de egyre inkább a zene vonzotta. Az évtized végére aktívan részt vett a párizsi művészeti undergroundban. Élő koncertjein először kisebb helyszíneken keltette föl a közönség figyelmét, majd 1971-ben kiadta szólóalbumát. Az 1970-es évek közepére Franciaország egyik legsikeresebb popzenésze lett.
Az 1970-es években kapcsolatban állt Kuelan Nguyen francia-vietnami nővel. Elkísérte egy album felvételére, ahol Iggy Pop a „The Idiot” című debütáló szólóalbumát is felvette. Iggy Pop beleszeretett Nguyenbe, aki bár elutasította őt, de ez az incidens ihlette a „China Girl” című dalt, amelyet később David Bowie vitt sikerre.
Higelinnek három gyermeke született, mindhárom művész lett:
Arthur H énekes
Kên Higelin színész
Izïa Higelin énekesnő
Higelin 2018-ban hunyt el Párizsban.

## Albumok
- 1971: Jacques „Crabouif” Higelin
- 1974: BBH 75
- 1976: Irradié
- 1976: Alertez les bébés !
- 1978: No Man's Land
- 1979: Champagne pour tout le monde, and Caviar pour les autres...
- 1980: La Bande du Rex
- 1982: Higelin 82
- 1985: Aï (double album)
- 1988: Tombé du ciel
- 1991: Illicite
- 1994: Aux héros de la voltige
- 1998: Paradis paien
- 2005: Jacque Higelin chante Vian et Higelin
- 2006: Amor Doloroso
- 2010: Coup de foudre
- 2013: Beau Repaire
- 2016: Higelin 75

Brigitte Fontaine-nel
- 1966: 12 chansons d'avant le déluge
- 1976: 15 chansons d'avant le déluge, suite et fin

Areski Belkacemmel
- 1969: Higelin et Areski

## Filmek
Jacques Higelin az IMDb-n